# 朱承㷫
内江恭定王朱承㷫（1538年—1567年5月12日），明朝内江康靖王朱宾沚孙，内江长子朱让枌的庶长子。

## 生平
嘉靖十八年（1539年），朱承㷫的父亲朱让枌去世。嘉靖二十三年（1544年）十月，朱承㷫的祖父朱宾沚去世。
嘉靖三十年（1551年）十二月，明世宗遣成安伯郭應乾等為正使，翰林院修撰沈坤等為副使，持節冊封朱承㷫為內江王，夫人苖氏為內江王妃。
嘉靖三十三年（1554年）四月，世宗遣應城伯孫永爵等為正使，翰林院編修張春等為副使，持節冊封成都左護衛指揮同知林傑的女兒為內江王妃。
隆庆元年（1567年）四月，朱承㷫去世，明穆宗輟朝一日，按例派官員前往祭奠、治喪葬，賜谥号。隆慶二年（1568年）六月，穆宗命每年給朱承㷫母夫人楊氏、王妃林氏養贍米九十石。
隆庆四年（1570年）四月，朱承㷫的嫡长子朱宣堮受册袭封内江王。